# まんがタイムポップ
『まんがタイムポップ』（まんがタイムポップセレクション）は、かつて芳文社から発行されていた日本の隔月刊青年4コマ誌（4コマ漫画専門雑誌）。2002年夏に『まんがホーム』増刊として創刊された(創刊号は2002年9月号)。翌2003年11月号をもって休刊（廃刊）した。

## 特徴・内容の傾向
4コマ漫画全体の若返り化が進みつつある時期に、新人・若手作家中心の4コマ雑誌として創刊。『まんがタイムジャンボ』を始めとする同社刊の青年向け4コマ誌と、ほぼ同時期に創刊した萌え4コマ誌『まんがタイムきらら』の中間に当たる読者層をターゲットとした雑誌として、不定期刊の『まんがタイムポップセレクション』が発行され、後に隔月刊になると共に改題された。誌名のとおりはじけるような新鮮さを売りとしていたが、翌2003年秋に休刊。作品の多くは『ジャンボ』のリニューアルとともに転籍され、同様の路線が引き継がれることとなっていった。

## 執筆していた作家
- 辻灯子
- 大乃元初奈
- 水城まさひと
- 重野なおき
- 関根亮子
- 七瀬あゆむ
- 師走冬子
- 海藍
- ナントカ
- 甘夏柑子
- S@ORI
- 奥谷かひろ
- 片桐みすず
- 長谷川スズ
- 真田ぽーりん
- 秦泉寺こまき
- アサダニッキ
- みやさかたかし

他